# Gare de Combe-Tabeillon
La gare de Combe-Tabeillon (ou gare de La Combe-Tabeillon) est une gare ferroviaire suisse de la ligne La Chaux-de-Fonds – Le Noirmont – Glovelier. Elle est située dans le district de Delémont, canton du Jura, à l'ouest de la localité de Glovelier dans la commune de Haute-Sorne.
Elle a pour particularité d'être une des deux seules gares de rebroussement de Suisse avec celle de Chambrelien (commune de Rochefort) sur la ligne Neuchâtel – La Chaux-de-Fonds – Le Locle-Col-des-Roches.

## Situation ferroviaire
Établie à 625,7 mètres d'altitude, la gare de Combe-Tabeillon est située au point kilométrique (PK) 24.926 de la ligne Le Noirmont – Glovelier (no 237), entre les gares de Bollement et de Glovelier.
Elle dispose d'un faisceau d'aiguilles composé de quatre aiguillages talonnables qui permettent aux trains de rebrousser chemin sans avoir recours à des moteurs pour tourner les aiguilles. On peut ainsi renoncer à la construction d'un poste d'aiguillage, même commandé à distance. Ce sont de nos jours les seules aiguilles talonnables du réseau CJ. Une cinquième aiguille, manuelle, relie les deux voies à l'opposé des voies d'entrée et de sortie. Elle permet de « retourner » les locomotives des trains de marchandises, (manœuvre consistant à placer le véhicule moteur à l'autre extrémité du convoi).

Les quatre aiguillages talonnables
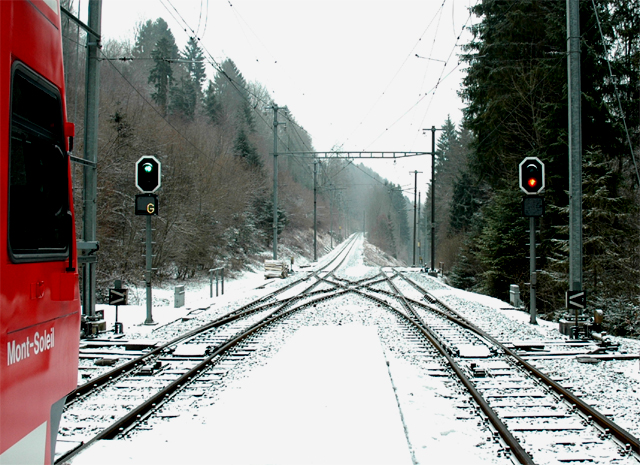
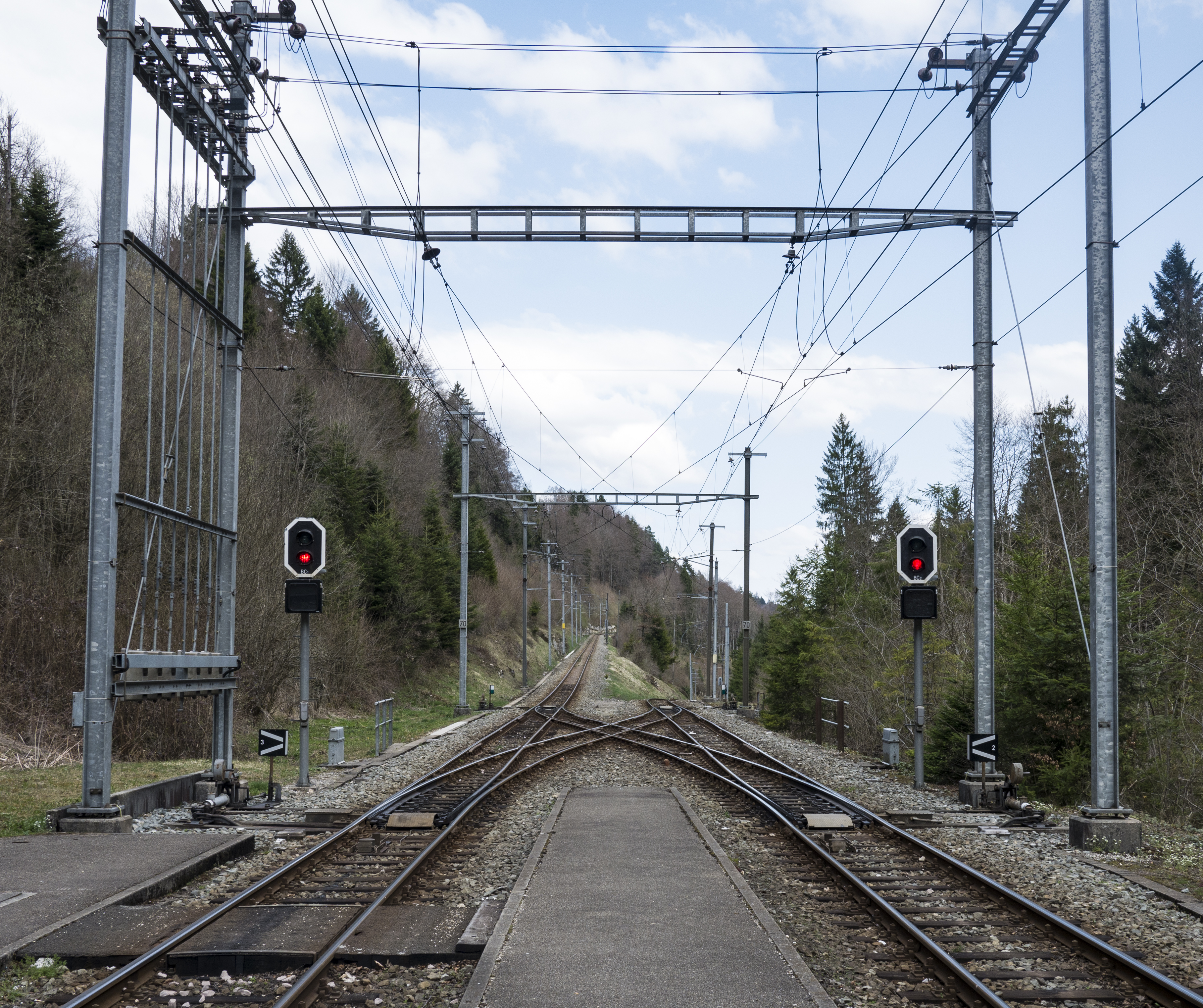
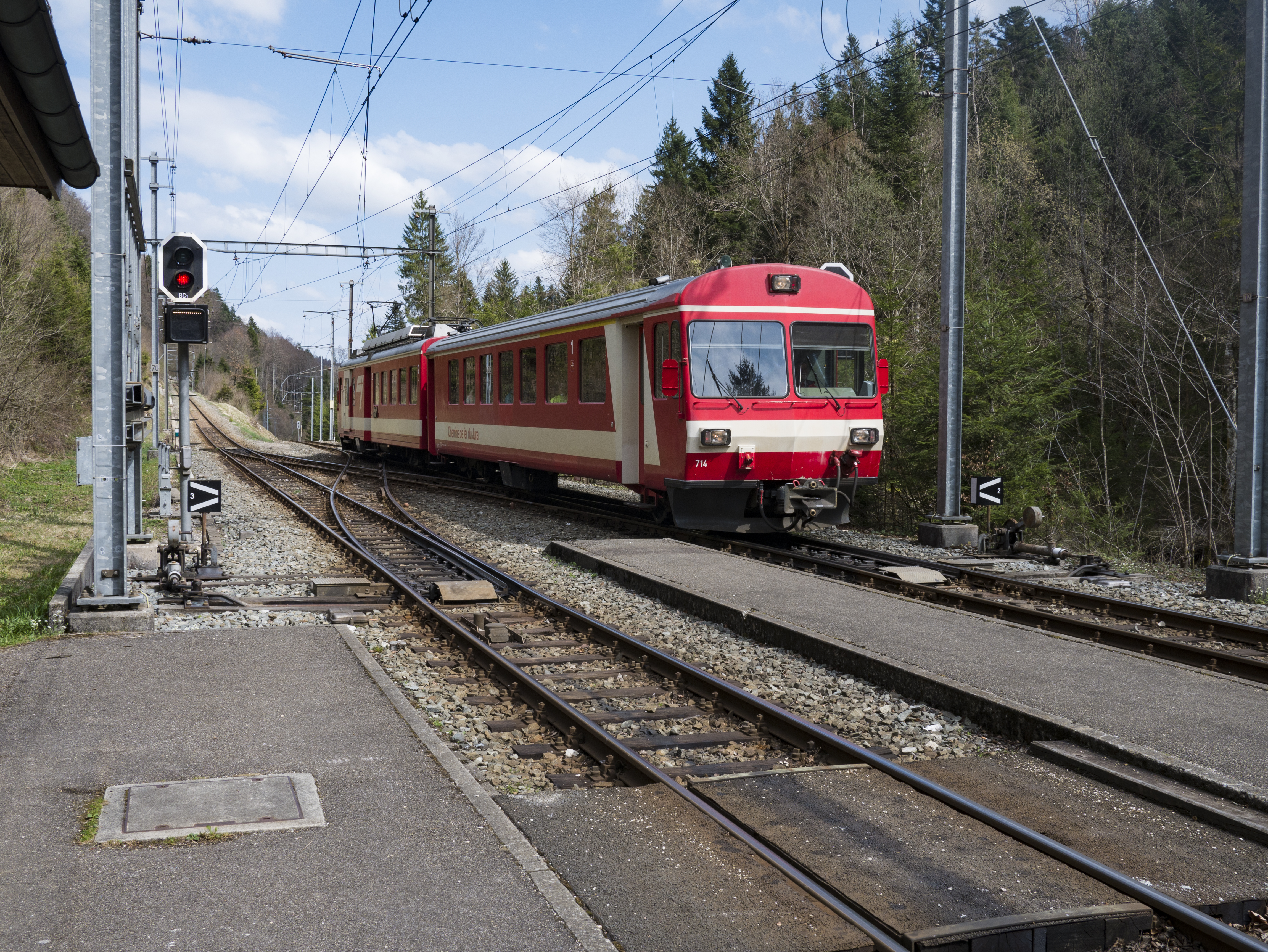

## Histoire

### Gare, voie normale (1904-1948)
La gare de Combe-Tabeillon est ouverte au trafic le 21 mai 1904 par la compagnie du RSG (Régional Saignelégier–Glovelier) ; les voies avaient alors un écartement normal et la traction des trains avait recours à une locomotive à vapeur. La gare étant construite afin de pouvoir retourner les trains, elle n'est pas construite à proximité d'habitations ; il a donc fallu lui trouver un nom. Celui-ci vient du ruisseau qui longe les voies par le sud, et qui coule depuis le plateau des Franches-Montagnes pour aller se jeter dans la Sorne.
La gare dispose alors d'une plaque tournante permettant de tourner les locomotives à vapeur (Elle a disparu).

### Gare, voie métrique (depuis 1953)
La ligne est fermée du 8 mai 1948 au 4 octobre 1953 pour transformation de la ligne à voie métrique et électrification en 1 500 V CC.

## Service des voyageurs

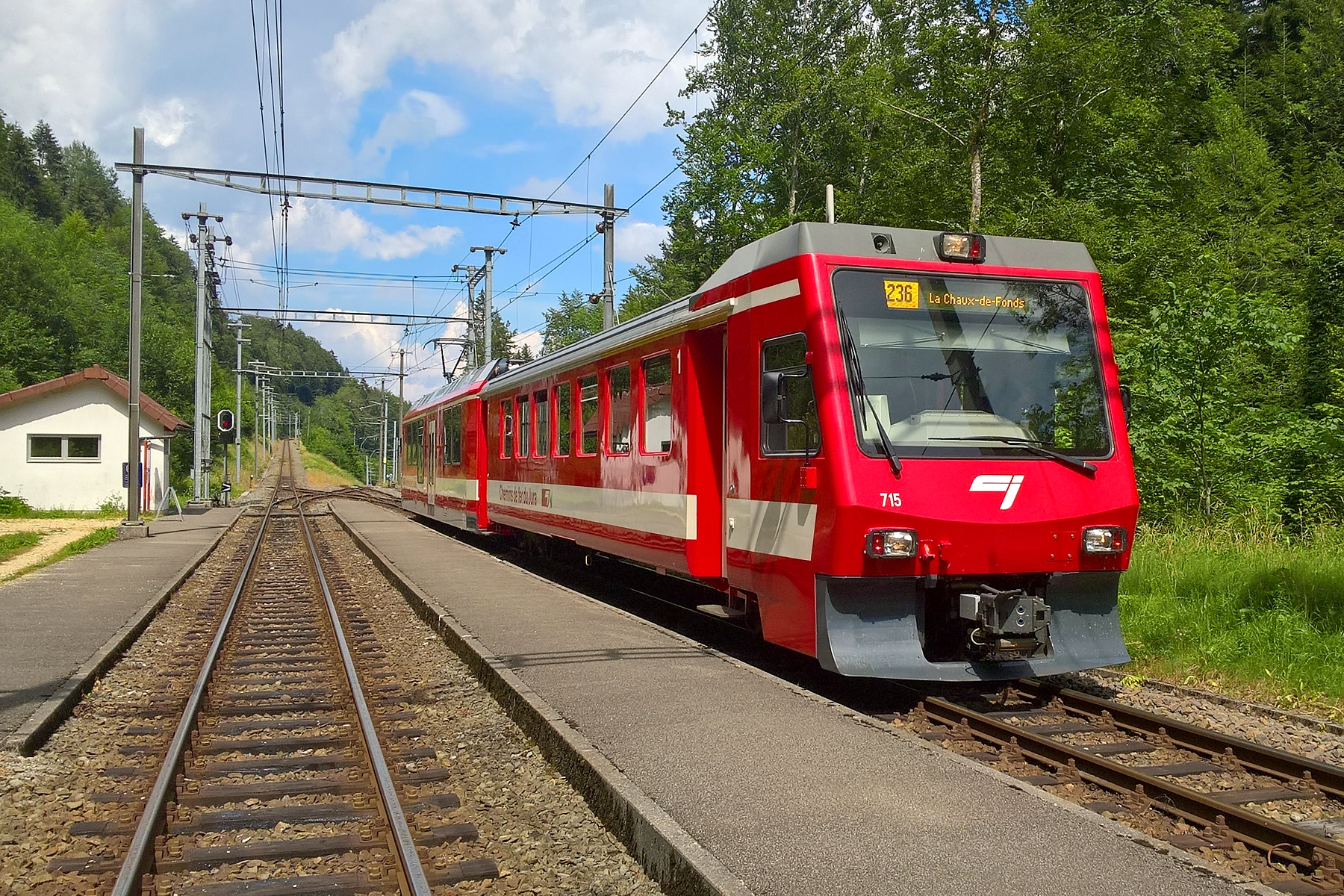
Voiture-pilote ABt 715 et automotrice Be 4/4 655 sur la voie 2 de Combe-Tabeillon

### Accueil
Halte voyageurs des Chemins de fer du Jura, c'est un point d'arrêt sans personnel, disposant d'un abri et de deux quais. L'accès aux trains n'est pas accessible aux personnes à la mobilité réduite.
C'est un arrêt fixe dicté par l'obligation du mécanicien de changer de cabine de conduite. Du fait qu'aucune habitation ne soit située à proximité (à l'exception d'une ferme inoccupée qu'il est possible de louer), la fréquentation est très faible et les randonneurs constituent la presque totalité du trafic voyageur.

### Desserte
La gare de Combe-Tabeillon est desservie par des trains régionaux (Regio) de la relation entre les gares de Glovelier et de La Chaux-de-Fonds. 